# Санн (Воклюз)
Санн (фр. Sannes) — коммуна во французском департаменте Воклюз региона Прованс — Альпы — Лазурный Берег. Относится к кантону Пертюи.

## Географическое положение
Санн расположен в 60 км к востоку от Авиньона. Соседние коммуны: Кабрьер-д’Эг на севере, Ла-Мотт-д’Эг и Сен-Мартен-де-ла-Браск на северо-востоке, Ансуи на юго-западе, Кюкюрон и Вожин на северо-западе.

## Демография
Население коммуны на 2010 год составляло 173 человека.
| 1962 | 1968 | 1975 | 1982 | 1990 | 1999 | 2010 |
| ---- | ---- | ---- | ---- | ---- | ---- | ---- |
| 93   | 80   | 124  | 101  | 131  | 168  | 173  |

## Достопримечательности
- Замок Санна, XVII век.
- Часовня при замке, XVII век.
- Часовня Сен-Пьер-де-Винь, XVII и XVIII века.
- Часовня XII века.
- Оратория Сент-Анн.